# Masis Voskanyan
Masis Voskanyan (Armeens: Մասիս Ոսկանյան) (Abovjan, 11 juli 1990) is een Armeens voetballer die speelt als middenvelder.

## Carrière
Voskanyan maakte zijn profdebuut in 2009 voor de Belgische club Club Brugge maar kon niet echt overtuigen en vertrok er al na één seizoen. Hij ging spelen voor KSV Roeselare waar hij in de eerste klasse en na de degradatie in de tweede klasse uitkwam.
In 2014 keert hij terug naar Armenië om te gaan spelen voor Pjoenik Jerevan maar komt na één seizoen al terug naar België waar hij gaat spelen voor KVV Coxyde. Daar speelt hij ook maar één seizoen en trekt naar Sint-Eloois-Winkel Sport. Naast voetballer is hij actief in de immowereld.
Hij speelde twee interlands voor Armenië waarin hij niet kon scoren.

## Erelijst
- Pjoenik Jerevan
  - Landskampioen: 2015
  - Armeense voetbalbeker: 2015